# 太平洋大学
University of the Pacific
太平洋大学

| モットー      | Formamos líderes responsables para el mundo |
| 設立年        | 1962年                                      |
| 学校種別      | 私立                                        |
| 教職員        |                                             |
| 学長          | Felipe Portocarrero Suárez                  |
| 学部生        | 2700人                                      |
| 大学院生      |                                             |
| 所在地        | ペルー、リマ                                |
| ウェブ サイト |                                             |

太平洋大学（英語: The University of the Pacific、スペイン語: Universidad del Pacífico）はペルーの首都リマに位置する大学で、1962年設立、少人数教育を行う大学としてカトリカ大学、リマ大学、カジェターノ・エレディア大学とともにペルー国内の4大私立大学と称される。特に経済学部はラテンアメリカ各国の中でも最高峰であるとされている。卒業生は国内にとどまらず、世界中で活躍している。現在は4学部、大学院、経済研究所で構成されている。